# Order Sepaha

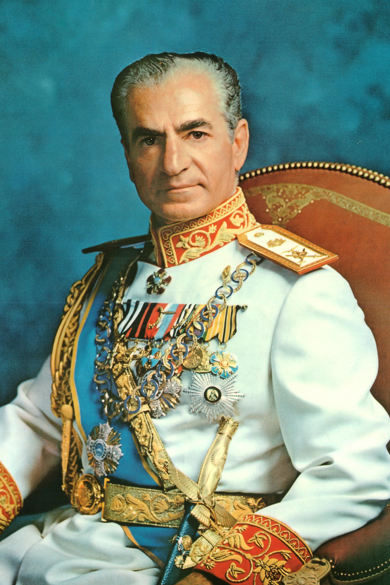
Mohammad Reza Pahlawi w 1973 w mundurze galowym. Widoczny jest Order Sepaha powieszony na szyi pod kołnierzem władcy

Order Sepaha (pol. Order Bohatera, pers. ‏Nešān-e Sepah نشان سپه‎) – wojskowe odznaczenie ustanowione przez szacha perskiego Ahmada z dynastii Kadżarów 19 kwietnia 1924, na życzenie nowego ministra wojny Rezy Chana Sardara Sepaha, który przeprowadził zamach stanu obalając poprzedni rząd. Przeznaczony był dla żołnierzy, którzy wyróżnili się odwagą i męstwem w bitwie lub wyjątkowym bohaterstwem podczas wojen wewnętrznych (w przeciwieństwie do Orderu Zulfaghara nadawanego wyłącznie w przypadku wojen toczonych z zagranicznymi państwami).
Składał się z trzech stopni złotych i trzech stopni srebrnych przeznaczonych dla oficerów, a także jednego stopnia brązowego dla podoficerów i szeregowych.
Odznaka miała wygląd gwiazdy z pięcioma emaliowanymi na czerwono ramionami rozszerzającymi się na końcach, z niebieskim dyskiem w środku i pięcioma skrzyżowanymi mieczami umieszczonymi pomiędzy dyskiem i ramionami gwiazdy (trzy płaszczyzny: dysku, mieczy i ramion). Rękojeść wraz z kawałkiem ostrza umieszczono pomiędzy ramionami, a ich ostre końce ułożone były na podstawie ramion gwiazdy. Wstążka odznaczenia uszyta była w kolorze czerwonym, z białymi paskami wzdłuż krawędzi i składana na sposób francuski (np. tak jak przy wiazaniu III i V klasy Legii Honorowej).